# Fabio Rossitto
Fabio Rossitto (Aviano, 21 de setembro de 1971) é um ex-futebolista e treinador de futebol italiano que jogava como meio-campista. Atualmente comanda a Triestina.

## Carreira por clubes
Por clubes, Rossitto destacou-se mais pela Udinese, onde iniciou sua carreira em 1989, quando tinha apenas 18 anos. Fez sua estreia na Série A italiana em janeiro do ano seguinte, em partida frente ao Bologna. Somando as duas passagens de Rossitto pelos "Friulani", foram 211 jogos disputados e quatro gols marcados.
Atuou também por Napoli (53 jogos, dois gols), Fiorentina (47 jogos), Germinal Beerschot - única equipe não-italiana que defendeu (dez partidas) e Venezia. Deixou os gramados em 2007, quando atuava pelo modesto Sacilese. Chegou a defender o Forcate, equipe amadora da região de Friul-Veneza Júlia, em dezembro do mesmo ano.

## Seleção italiana
Em 1994, Rossitto disputou nove partidas pela seleção italiana sub-21. Dois anos antes, fez parte do elenco que disputou a Eurocopa de 1996. A campanha dos italianos no torneio foi curta: em três jogos, uma vitória (2 a 1 contra a Rússia), um empate (0 a 0 contra a Alemanha) e uma derrota (2 a 1 para a República Checa). A Azzurra capitularia logo na primeira fase, e Rossitto acabou não entrando em campo nenhuma vez.

## Carreira como treinador
Em janeiro de 2013, o ex-meia estreou como técnico de futebol no comando técnico do Pordenone, então na Série D italiana, onde já havia trabalhado como técnico da base do clube - antes havia exercido a mesma função na Udinese.
Em outubro do mesmo ano, foi confirmada a contratação de Rossitto para exercer o comando técnico da Triestina, sucedendo Maurizio Constantini.